# عزلة آل منصور (مأرب)

تعديل مصدري - تعديل

عزلة آل منصور هي إحدى عزل مديرية حريب في محافظة مأرب اليمنية ويبلغ تعداد سكانها 2087 نسمة حسب التعداد السكاني في اليمن لعام 2004.